# Malika Akkaoui
Malika al-Akkaoui (in arabo مليكة العقاوي‎?; Zaida, 25 dicembre 1987) è una mezzofondista marocchina.

## Record nazionale
- 800 metri piani indoor: 1'59"01 ( Liévin, 14 febbraio 2012)

## Palmarès
| Anno | Manifestazione                    | Sede           | Evento       | Risultato  | Prestazione | Note                                     |
| ---- | --------------------------------- | -------------- | ------------ | ---------- | ----------- | ---------------------------------------- |
| 2004 | Arabi U18                         | Rabat          | 800 m piani  | Argento    | 2'10"31     |                                          |
| 2006 | Mondiali U20                      | Pechino        | 800 m piani  | Batteria   | 2'10"20     |                                          |
| 2010 | Campionati africani               | Nairobi        | 800 m piani  | Bronzo     | 2'01"01     |                                          |
| 2011 | Campionati arabi                  | al-'Ayn        | 800 m piani  | Argento    | 2'05"15     |                                          |
| 2011 | Campionati arabi                  | al-'Ayn        | 400 m piani  | Oro        | 3'40"58     |                                          |
| 2011 | Mondiali                          | Taegu          | 1500 m piani | Batteria   | 4'14"79     |                                          |
| 2011 | Giochi panarabi                   | Doha           | 400 m piani  | Oro        | 53"94       |                                          |
| 2011 | Giochi panarabi                   | Doha           | 800 m piani  | Oro        | 2'02"42     |                                          |
| 2011 | Giochi panarabi                   | Doha           | 4 × 400 m    | Oro        | 3'38"64     |                                          |
| 2012 | Mondiali                          | Istanbul       | 1500 m piani | Batteria   | 2'04"20     |                                          |
| 2012 | Africani                          | Porto-Novo     | 800 m piani  | Bronzo     | 1'59"90     |                                          |
| 2012 | Giochi olimpici                   | Londra         | 800 m piani  | Semifinale | 2'00"32     |                                          |
| 2013 | Mondiali                          | Mosca          | 800 m piani  | Semifinale | 2'02"29     |                                          |
| 2013 | Giochi del Mediterraneo           | Mersin         | 800 m piani  | Oro        | 2'00"72     |                                          |
| 2013 | Giochi del Mediterraneo           | Mersin         | 4 × 400 m    | Finale     | dq          |                                          |
| 2013 | Giochi della Francofonia          | Nizza          | 800 m piani  | Argento    | 2'02"61     |                                          |
| 2013 | Giochi della Francofonia          | Nizza          | 4 × 400 m    | 4ª         | 3'37"48     |                                          |
| 2013 | Giochi della solidarietà islamica | Palembang      | 400 m piani  | Oro        | 53"19       |                                          |
| 2013 | Giochi della solidarietà islamica | Palembang      | 800 m piani  | Oro        | 2'06"97     |                                          |
| 2013 | Giochi della solidarietà islamica | Palembang      | 4 × 400 m    | Oro        | 3'38"56     |                                          |
| 2014 | Mondiali indoor                   | Sopot          | 800 m piani  | Batteria   | 2'06"04     |                                          |
| 2014 | Campionati africani               | Marrakech      | 800 m piani  | 6ª         | 2'02"63     |                                          |
| 2015 | Campionati arabi                  | Manama         | 800 m piani  | Oro        | 2'05"77     |                                          |
| 2015 | Mondiali                          | Pechino        | 800 m piani  | Semifinale | 1'59"03     | Miglior prestazione personale stagionale |
| 2015 | Mondiali                          | Pechino        | 1500 m piani | 12ª        | 4'16"98     |                                          |
| 2016 | Mondiali indoor                   | Portland       | 800 m piani  | Batteria   | 2'04"00     |                                          |
| 2016 | Campionati africani               | Durban         | 800 m piani  | Argento    | 2'00"24     |                                          |
| 2016 | Giochi olimpici                   | Rio de Janeiro | 800 m piani  | Batteria   | 4'08"55     |                                          |
| 2016 | Giochi olimpici                   | Rio de Janeiro | 1500 m piani | Semifinale | 2'00"52     |                                          |
| 2017 | Giochi della solidarietà islamica | Baku           | 800 m piani  | Oro        | 2'01"04     |                                          |
| 2017 | Giochi della solidarietà islamica | Baku           | 4 × 100 m    | Finale     | dq          |                                          |
| 2017 | Giochi della Francofonia          | Abidjan        | 800 m piani  | Oro        | 2'00"71     |                                          |
| 2017 | Giochi della Francofonia          | Abidjan        | 1500 m piani | Argento    | 4'17"36     |                                          |
| 2017 | Mondiali                          | Londra         | 1500 m piani | 10ª        | 4'05"87     |                                          |
| 2018 | Mondiali                          | Birmingham     | 1500 m piani | Batteria   | 4'15"09     |                                          |
| 2018 | Campionati africani               | Asaba          | 800 m piani  | 6ª         | 2'00"01     |                                          |
| 2018 | Campionati africani               | Asaba          | 1500 m piani | Bronzo     | 4'14"17     |                                          |
| 2018 | Giochi del Mediterraneo           | Tarragona      | 800 m piani  | Argento    | 2'01"50     |                                          |
| 2018 | Giochi del Mediterraneo           | Tarragona      | 1500 m piani | Argento    | 4'13"31     |                                          |
| 2018 | Giochi del Mediterraneo           | Tarragona      | 4 × 400 m    | 4ª         | 3'33"91     |                                          |
| 2019 | Campionati arabi                  | Il Cairo       | 1500 m piani | Oro        | 4'29"10     |                                          |
| 2019 | Campionati arabi                  | Il Cairo       | 4 × 400 m    | Argento    | 3'49"85     |                                          |
| 2019 | Giochi panafricani                | Rabat          | 800 m piani  | 4ª         | 2'03"78     |                                          |
| 2019 | Giochi panafricani                | Rabat          | 1500 m piani | 4ª         | 4'20"64     |                                          |
| 2019 | Mondiali                          | Doha           | 800 m piani  | Batteria   | 2'03"40     |                                          |
| 2019 | Mondiali                          | Doha           | 1500 m piani | Semifinale | 4'16"83     |                                          |